# Тентек-торе
Тенте́к-торе́ (рожд. неизв — ум. 1823) — султан части Старшего жуза (1821—1823), сын Абилпеиз султана и внук Жолбарыс-хана.

## Биография
Имя при рождении Аспендияр, Тентек торе это прозвище означающее "непокорный", "строптивый". Потомок казахских ханов Старшего жуза. 
После завоевания части Старшего жуза Кокандским ханством было несколько восстании. Первое восстание против кокандской власти произошло в 1821 году, предводителем восстания был казахский султан Тентек-торе. Восстание носило народно-освободительный характер и было направлено против жестокой политики Кокандского ханства. В нём принимали участие широкие слои казахского населения, которые стали основными движущими силами. Восстание охватило обширные районы Южного Казахстана. В нём приняли участие казахи из Туркестана, Чимкента, Сайрама и Аулие-Аты. Помимо казахского населения, в антикокандском восстании 1821 года также принимали участие и кыргызы Таласской долины. Общее количество участников восстания составляло 12 тысяч человек. Восставшие взяли штурмом Сайрам и Чимкент. Однако высланное кокандским правителем Умар-ханом войско после длительной осады занятых восставшими городов подавило восстание.
Несмотря на размах, восстание под предводительством Тентек-Торе было плохо организовано и носило локальный характер. Преследуя личные цели, руководитель восстания стремился к распространению своего влияния на присырдарьинские города и их обособление от Кокандского ханства. Для этого им была распространена легенда о своей принадлежности к чингизидам. Тентек-Торе выдавал себя за потомка Тохтамыша. Тем самым казахский султан пытался уравнять себя в глазах народных масс с представителями правящей в Коканде династии.